# Merzomyia westermanni
Merzomyia westermanni är en tvåvingeart som först beskrevs av Johann Wilhelm Meigen 1826.  Merzomyia westermanni ingår i släktet Merzomyia och familjen borrflugor. Inga underarter finns listade i Catalogue of Life.

## Bildgalleri

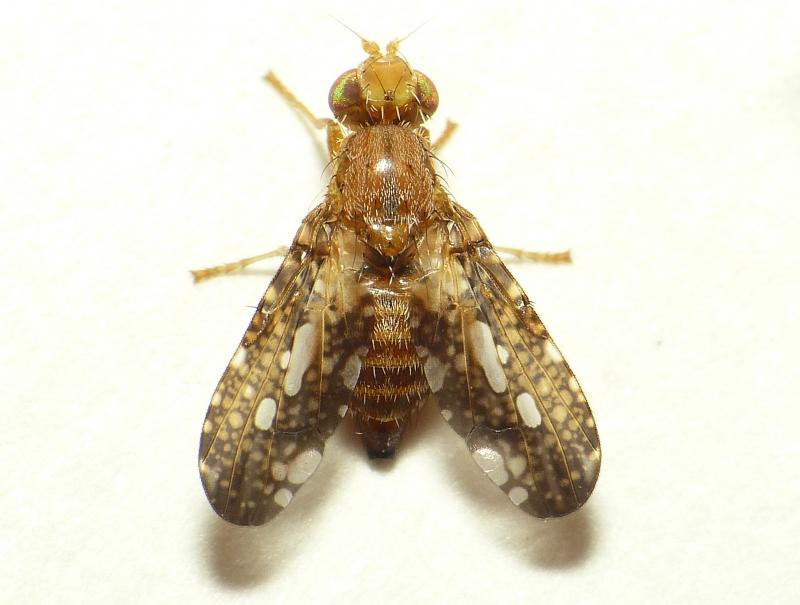